# Cerro Chaqui Khocha
Cerro Chaqui Khocha är ett berg i Bolivia.   Det ligger i departementet Potosí, i den centrala delen av landet, 90 km söder om huvudstaden Sucre. Toppen på Cerro Chaqui Khocha är 4 602 meter över havet, eller 108 meter över den omgivande terrängen. Bredden vid basen är 1,0 km.
Terrängen runt Cerro Chaqui Khocha är kuperad åt nordväst, men åt sydost är den bergig. Runt Cerro Chaqui Khocha är det glesbefolkat, med 10 invånare per kvadratkilometer..
Omgivningarna runt Cerro Chaqui Khocha är i huvudsak ett öppet busklandskap.